# PGFTU - Palestinian General Federation of Trade Unions
PGFTU - Palestinian General Federation of Trade Unions är en nationellt omfattande palestinsk fackorganisation. Organisationen har uppskattningsvis 290 000 medlemmar. Den grundades 1965.